# Tatiana Touranskaïa
Tatiana Touranskaïa (Тетяна Михайлівна Туранська), née le 20 novembre 1972 à Odessa, est une femme politique transnistrienne.
Elle est Premier ministre de 2013 à 2015.

## Biographie
Le 19 juin 2013, elle est nommée vice-Premier ministre déléguée au Développement régional. À ce titre, elle remplace le Premier ministre Piotr Stepanov (en) par intérim dès le lendemain, avant d'être nommée le 10 juillet suivant par le président Chevtchouk.
Le 13 octobre 2015, elle renonce provisoirement à la direction du gouvernement afin de se présenter aux élections législatives du 29 novembre. Elle retrouve la plénitude de ses fonctions le lendemain du scrutin mais elle en est déchargée par le président dès le 2 décembre.